# Austrolysitermus hirsutus
Austrolysitermus hirsutus är en stekelart som beskrevs av Sergey A. Belokobylskij 1999. Austrolysitermus hirsutus ingår i släktet Austrolysitermus och familjen bracksteklar. Inga underarter finns listade.